# PySide

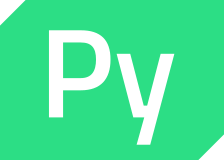
로고

PySide는 Qt for Python 프로젝트의 일부로 Qt 컴퍼니에서 개발한 크로스 플랫폼 GUI 툴킷 Qt의 파이썬 바인딩이다. 이는 표준 라이브러리 패키지 Tkinter의 대안 중 하나이다. Qt와 마찬가지로 PySide도 자유 소프트웨어이다. PySide는 리눅스/X11, macOS 및 마이크로소프트 윈도우를 지원한다. 이 프로젝트는 라즈베리 파이 및 안드로이드 장치와 같은 임베디드 시스템으로 크로스 컴파일될 수도 있다.

## 헬로 월드 예시
```
# Import PySide6 classes

import
 
sys

from
 
PySide6
 
import
 
QtCore
,
 
QtWidgets

# Create a Qt application

app
 
=
 
QtWidgets
.
QApplication
(
sys
.
argv
)

# Create a Window

mywindow
 
=
 
QtWidgets
.
QWidget
()

mywindow
.
resize
(
320
,
 
240
)

mywindow
.
setWindowTitle
(
'Hello, World!'
)

# Create a label and display it all together

mylabel
 
=
 
QtWidgets
.
QLabel
(
mywindow
)

mylabel
.
setText
(
'Hello, World!'
)

mylabel
.
setGeometry
(
QtCore
.
QRect
(
200
,
 
200
,
 
200
,
 
200
))

mywindow
.
show
()

# Enter Qt application main loop

sys
.
exit
(
app
.
exec
())

```

## 같이 보기
- PyQt
- PyGTK
- WxPython